# Hermann von Helmholtz
Hermann Ludwig Ferdinand von Helmholtz (født 31. august 1821, død 8. september 1894) var en tysk læge og fysiker. Han viede sit liv til videnskaben, og hans forskning strakte sig fra områder som solsystemets oprindelse til energibesparelse og elektromagnetisme. 